# 4415 Ехнатон
4415 Ехнатон (4415 Echnaton) — астероїд головного поясу, відкритий 24 вересня 1960 року.
Тіссеранів параметр щодо Юпітера — 3,563.